# Laboratorium Dextera

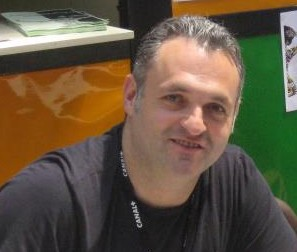
Twórca serialu Genndy Tartakovsky

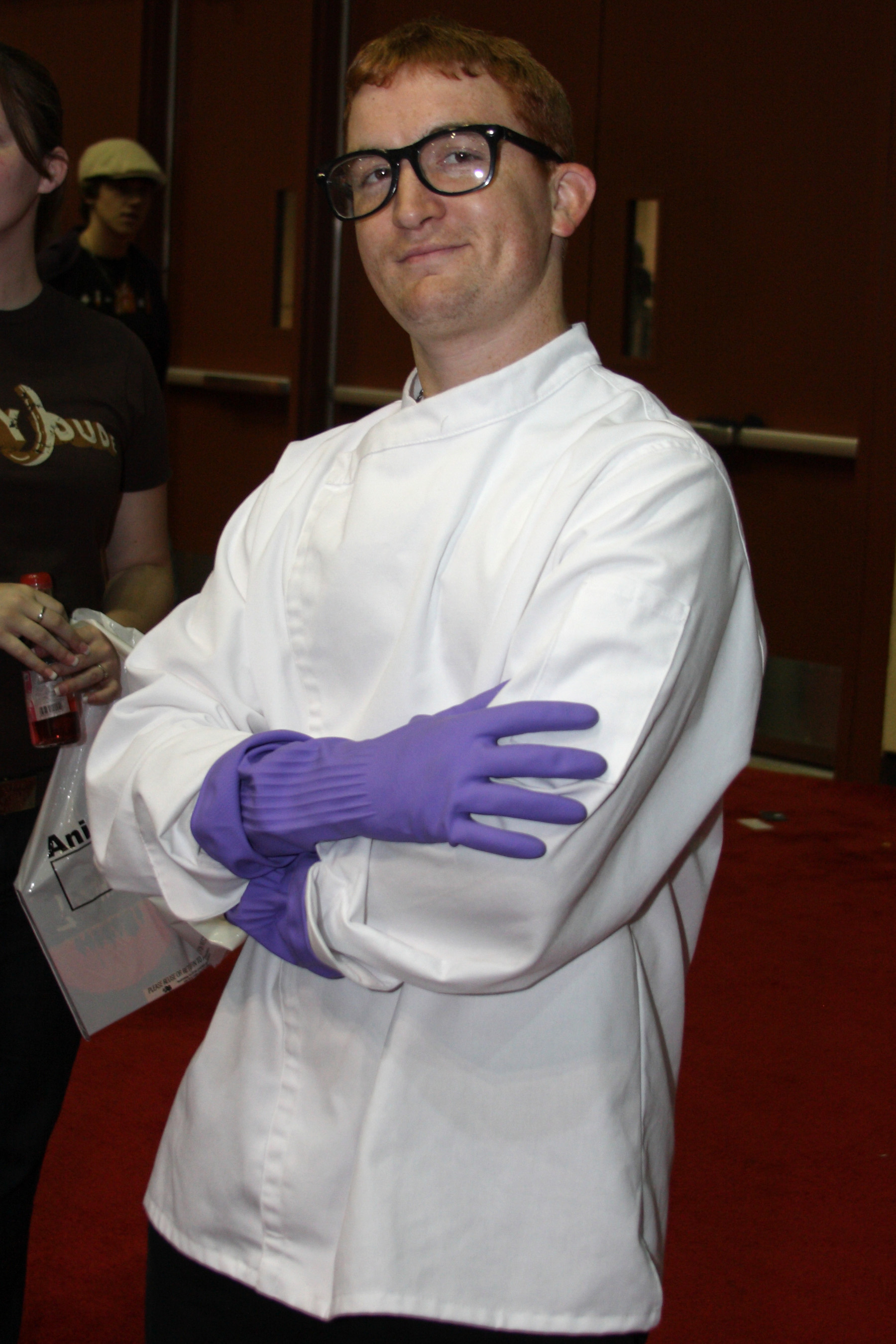
Cosplay Dextera

Laboratorium Dextera (ang. Dexter’s Laboratory, 1996–2003) – amerykański serial animowany dla młodszej widowni opowiadający o perypetiach młodego geniusza Dextera, który wybudował w swoim pokoju tajne laboratorium oraz jego siostry Dee Dee.
Kreskówkę wyprodukowało studio Hanna-Barbera dla Cartoon Network, a autorem i pomysłodawcą jest Genndy Tartakovsky oraz reżyserują także: Rumen Petkow, Seth MacFarlane, Chris Savino, Robert Alvarez i John McIntyre. Pierwszy odcinek powstał w ramach Co za kreskówka!.

## Bohaterowie
- Dexter – główny bohater, twórca i właściciel laboratorium. Jest małym geniuszem, który zawsze nosi biały fartuch, rude włosy, czarne lakierki, fioletowe rękawiczki i okulary. Na podstawie odcinka Zdjęcie można wnioskować, że chodzi do czwartej klasy szkoły podstawowej.
- Dee Dee – starsza siostra Dextera. Ma blond włosy związane w dwa kucyki, nosi różową sukienkę i różowe baletki, kocha lalki, kucyki, balet oraz jednorożce – jest stereotypem 12-letniej dziewczynki (w odcinku Szczep zwany dziewczyny czyta z koleżankami ich ulubione czasopismo Eleventeen), jednak prawdopodobnie chodzi do szóstej klasy szkoły podstawowej. Wprowadza chaos w uporządkowane, przewidywalne życie Dextera – naukowca, wciąż wpadając do jego laboratorium, naciskając niewłaściwe guziki i niszcząc wszystko, co napotka na swoje drodze. Jej dwie najlepsze przyjaciółki to Mee Mee i Lee Lee.
- Mama – matka Dextera i Dee Dee, ma rude krótkie włosy, nosi zielone spodnie, biały fartuch i żółte gumowe rękawiczki, których nigdy nie zdejmuje. Jest spokojna, stanowcza i przesadnie pedantyczna. Jej obsesją jest sprzątanie. To stereotyp „pani domu”. W odcinku Supermama została trafiona promieniem, który dał jej moc i siłę.
- Tata – ojciec Dextera i Dee Dee. Ubiera się w białą koszulę i brązowe spodnie. Uwielbia golf, wędkowanie i inne sporty. Jest nieporadny (odc.: Tata Gosposia).
- Mandark – odwieczny wróg Dextera, mieszkający w jego sąsiedztwie w hippisowskiej rodzinie, nazywany przez rodziców Zuzią. Od dawna zakochany w Dee Dee. Podobnie jak Dexter posiada tajne laboratorium. (W odcinkach opracowanych przez MASTER FILM nazywany Mędrek) Ma młodszą siostrę, która wystąpiła tylko w odcinku Rywalka Dee Dee.
- Lee Lee i Mee Mee – najlepsze przyjaciółki Dee Dee – są niemal jej kopiami, z tą różnicą, że Lee Lee jest z pochodzenia Azjatką i ubiera się na zielono, a Mee Mee jest czarnoskóra i nosi strój w kolorze fioletowym. W niektórych odcinkach są ubrane na różowo.
- Pan Levinsky – nauczyciel Dextera.
- Douglas/Mordechaj – szkolny kolega Dextera, siada z nim w autobusie szkolnym (jednak czasem Dexter siada z Dee Dee). W odcinku pt. Pół żartem, pół serio musiał z Dexterem wejść do toalety dziewczyn, aby odzyskać plan rakiety Dextera.
- Quadraplex T-3000 computer (ang. Computress) – komputer Dextera w laboratorium.
- Roboty – asystenci Dextera w laboratorium.
- Kucykowa Księżniczka – idolka Dee Dee.
- Małpka – małpka Dextera obdarzona supermocą, o czym Dexter nie wie.
- Kwak (ang. Quackor) – kaczka Mandarka obdarzona supermocą. Wróg małpki.
- Niedźwiedzi Wiatr i Ptak Oceanu – hipisowscy rodzice Mandarka.
- Dziarski Hank (ang. Action Hank) – bohater kina akcji, idol Dextera. Odpowiednik rzeczywistego Action Mana.
- Błękitny Sokół – superbohater, przebrany za sokoła w niebieskim kolorze. Jego pomocnikiem jest Dynopsiak.
- Dynopsiak – pomocnik Błękitnego Sokoła. Potrafi m.in. zamienić swój nos w świder i jeździć na wrotkach.
- Panna Weeple – nauczycielka Dextera, występuje w odcinku Skazany na kozę.

## Obsada
- Tom Kenny
- Christine Cavanaugh – Dexter
- Kathryn Cressida – Dee Dee
- Kath Soucie – Mama Dextera i Dee Dee
- Jeff Bennett – Tata Dextera i Dee Dee
- Rob Paulsen

## Odcinki
- Premiery w Polsce:
  - Cartoon Network
    - I i II sezon (odcinki 1-26) - 1 września 1998 r.
    - II sezon (odcinki 27-52) - 1999 r.
    - film Wyprawa w przyszłość - 1 maja 2000 r.
    - odcinek 53. - 18 listopada 2001 r. (podczas Globalnego maratonu z Dexterem)
    - III sezon (odcinki 54-65) - 2002/3 r.
    - odcinek 66. - 7 listopada 2003 r. (podczas programu Akcja Animacja)
    - IV sezon (odcinki 67-78) - 2 lutego 2004 r.

  - Polsat
    - I i II sezon (odcinki 1-52) - 7 grudnia 2002 r.

  - TVN
    - sezon I - jesień 2000 r.

  - Boomerang
    - sezony I-IV - 2 lutego 2009 r.
- W sumie powstało 78 odcinków.
- Zanim powstała cała seria Laboratorium Dextera powstały 2 pilotowe odcinki:

Przemiany (Changes) – obecnie w emisji w 4. odcinku,
Wielka siostra (The Big Sister) – obecnie w emisji w 6. odcinku
- Kilka odcinków poświęconych jest Przyjaciołom Sprawiedliwości (ang. Justice Friends) i Małpce (ang. Dial M For Monkey).
- Istnieje odcinek, który pierwotnie nie był emitowany – Dexter's Rude Removal ze względu na dużą liczbę przekleństw wypowiadanych przez bohaterów. Mimo wyprodukowania go w czasie tworzenia pozostałych odcinków, amerykański Cartoon Network nie emitował go mimo zastosowania cenzury. Ostatecznie kanał Adult Swim uzyskał możliwość emisji tego odcinka, który można obejrzeć również w Internecie.
- Jest także odcinek Dial M for Monkey: Barbequor. Zabroniono jego emisji w Stanach Zjednoczonych, Ameryce Łacińskiej i Wielkiej Brytanii ze względu na homoseksualne zachowanie jednego z bohaterów odcinka - Srebrnego Łyżkarza (parodia Srebrnego Surfera). Mimo to dopuszczono go do emisji w Polsce, Rumunii, na Węgrzech i w innych krajach.

### Spis odcinków
| N/o            | Polski tytuł                           | Angielski tytuł                      |  |
| -------------- | -------------------------------------- | ------------------------------------ |  |
|                |                                        |                                      |  |
| SERIA PIERWSZA |                                        |                                      |  |
|                |                                        |                                      |  |
| 01             | Podróż w czasie                        | DeeDeemensional                      |  |
| 01             | Robotomat                              | Maternal Combat                      |  |
|                |                                        |                                      |  |
| 02             | Zbijany                                | Dexter Dodgeball                     |  |
| 02             | Asystentka Dextera                     | Dexter’s Assistant                   |  |
|                |                                        |                                      |  |
| 03             | Rywal Dextera                          | Dexter’s Rival                       |  |
| 03             | Dziadek Dexter                         | Old Man Dexter                       |  |
|                |                                        |                                      |  |
| 04             | Nieszczęścia chodzą stadami            | Double Trouble                       |  |
| 04             | Przemiany                              | Changes                              |  |
|                |                                        |                                      |  |
| 05             | Jurajski Psiak                         | Jurassic Pooch                       |  |
| 05             | Przegrzany umysł                       | Dimwit Dexter                        |  |
|                |                                        |                                      |  |
| 06             | Pokój Dee Dee                          | Dee Dee’s Room                       |  |
| 06             | Wielka Siostra                         | The Big Sister                       |  |
|                |                                        |                                      |  |
| 07             | Gwiezdni pomocnicy                     | Star Spangled Sidekicks              |  |
| 07             | Koniec gry                             | Game Over                            |  |
|                |                                        |                                      |  |
| 08             | Opiekunka (I)                          | Babysitter Blues                     |  |
| 08             | Maszyna snu                            | Dream Machine                        |  |
|                |                                        |                                      |  |
| 09             | Dom lalek                              | Dollhouse Drama                      |  |
| 09             | Dziura w serze                         | The Big Cheese                       |  |
|                |                                        |                                      |  |
| 10             | Świat na sposób Dee Dee                | Way of the Dee Dee                   |  |
| 10             | Szczep zwany dziewczyny                | Tribe Called Girl                    |  |
|                |                                        |                                      |  |
| 11             | Kosmiczna sprawa                       | Spacecase                            |  |
| 11             | Dług Dextera                           | Dexter’s Debt                        |  |
|                |                                        |                                      |  |
| 12             | Mędrek                                 | Mendarker                            |  |
| 12             |                                        |                                      |  |
| 13             | Balonowa Dee Dee                       | Inflata Dee Dee                      |  |
| 13             | Potworne opowieści                     | Monstory                             |  |
|                |                                        |                                      |  |
| SERIA DRUGA    |                                        |                                      |  |
|                |                                        |                                      |  |
| 14             | Wystrzegaj się brodacza                | Beard to Be Feared                   |  |
| 14             | Kaczor Kwak                            | Quackor the Fowl                     |  |
| 14             | U mrówek                               | Ant Pants                            |  |
|                |                                        |                                      |  |
| 15             | Mama i Jerry                           | Mom and Jerry                        |  |
| 15             | U Chubby’ego w pizzerii                | Chubby Cheese                        |  |
| 15             | Ten zwariowany robot                   | That Crazy Robot                     |  |
|                |                                        |                                      |  |
| 16             | Dexter kontra Dee Dee                  | D & DD                               |  |
| 16             | Golonka i Żelazna Ręka                 | Hamhocks and Armlocks                |  |
|                |                                        |                                      |  |
| 17             | Głód atakuje                           | Hunger Strikes                       |  |
| 17             | Kusy                                   | The Koos is Loose                    |  |
| 17             | Gimnastyka poranna                     | Morning Stretch                      |  |
|                |                                        |                                      |  |
| 18             | Dee Dee Loczek i Potwór z Ness         | Dee Dee Locks and the Ness Monster   |  |
| 18             | Odwrotny skutek                        | Backfire                             |  |
| 18             | W potrzasku                            | Book ’Em                             |  |
|                |                                        |                                      |  |
| 19             | Nowa pasja Siostrzyczki                | Sister’s Got a Brand New Bag         |  |
| 19             | Krasnoludki i buty                     | Shoo, Shoe Gnomes                    |  |
| 19             | Więźniowie laboratorium                | Lab of the Lost                      |  |
|                |                                        |                                      |  |
| 20             | Nalepki                                | Labels                               |  |
| 20             | Konkurs Telewizyjny                    | Game Show                            |  |
| 20             | Niezwykła podróż                       | Fantastic Boyage                     |  |
|                |                                        |                                      |  |
| 21             | Rybka i dusza                          | Filet of Soul                        |  |
| 21             | Złota Dyskietka                        | Golden Diskette                      |  |
|                |                                        |                                      |  |
| 22             | Ostateczna rozgrywka                   | Snowdown                             |  |
| 22             | Figurka Chluby Narodu                  | Figure Not Included                  |  |
| 22             | Mock 5                                 | Mock 5                               |  |
|                |                                        |                                      |  |
| 23             | Wzrost                                 | Eww, That’s Growth                   |  |
| 23             | Nuklearne zamieszanie                  | Nuclear Confusion                    |  |
| 23             | Wojna bakteriologiczna                 | Germ Warfare                         |  |
|                |                                        |                                      |  |
| 24             | Zły Dzień                              | A Hard Day’s Day                     |  |
| 24             | Pirat drogowy                          | Road Rush                            |  |
| 24             | Przygoda na morzu                      | Ocean Commotion                      |  |
|                |                                        |                                      |  |
| 25             | Autobusowy chłopiec                    | The Bus Boy                          |  |
| 25             | Puk pukowe dowcipy                     | Things That Go Bonk in the Night     |  |
| 25             | Stary McDexter                         | Ol’ McDexter                         |  |
|                |                                        |                                      |  |
| 26             | Sassy wróć                             | Sassy Comes Home                     |  |
| 26             | Zdjęcia                                | Photo Finish                         |  |
|                |                                        |                                      |  |
| 27             | Nietypowy Gwiezdny Patrol              | Star Check Unconventional            |  |
| 27             | Dexter brudas                          | Dexter is Dirty                      |  |
| 27             | Walka o lody                           | Ice Cream Scream                     |  |
|                |                                        |                                      |  |
| 28             | Honorowy kod                           | Decode of Honor                      |  |
| 28             | Supermama                              | World’s Greatest Mom                 |  |
| 28             | Ultradrań 2000                         | Ultra-jerk 2000                      |  |
|                |                                        |                                      |  |
| 29             | Techno Żółw                            | Techno Turtle                        |  |
| 29             | Niespodzianka                          | Surprise                             |  |
| 29             | Kozi wampir                            | Got Your Goat                        |  |
|                |                                        |                                      |  |
| 30             | Dee Dee śpiewa basem                   | Dee Dee Be Deep                      |  |
| 30             | 911                                    | 911                                  |  |
| 30             | Wysypisko miejskie                     | Down in the Dumps                    |  |
|                |                                        |                                      |  |
| 31             | Pechowe ciasteczko                     | Unfortunate Cookie                   |  |
| 31             | Babeczkowy Król                        | The Muffin King                      |  |
|                |                                        |                                      |  |
| 32             | Szkolne zdjęcie                        | Picture Day                          |  |
| 32             | Naciągana historia                     | Now That’s a Stretch                 |  |
| 32             | Skazany na kozę                        | Dexter Detention                     |  |
|                |                                        |                                      |  |
| 33             | Nie bądź dzieckiem                     | Don’t Be a Baby                      |  |
| 33             | Peltra                                 | Peltra                               |  |
| 33             | Oddział Dziewczynek                    | G.I.R.L. Squad                       |  |
|                |                                        |                                      |  |
| 34             | Sport to zdrowie                       | Sports-a-Poppin                      |  |
| 34             | Gazalagupagu                           | Koos a la Goop a Goop                |  |
| 34             | Projekt Dee Dee                        | Project Dee Dee                      |  |
|                |                                        |                                      |  |
| 35             | Dolewka                                | Topped Off                           |  |
| 35             | Kucyk Dee Dee                          | Dee Dee’s Tail                       |  |
| 35             | Znikąd pomocy                          | No Power Trip                        |  |
|                |                                        |                                      |  |
| 36             | Moja Siostra jest moją Mamą            | Sister Mom                           |  |
| 36             | Śmiech                                 | The Laughing                         |  |
|                |                                        |                                      |  |
| 37             | Opowiadanie                            | Dexter’s Lab: A Story                |  |
| 37             | Kupon na szaleństwo                    | Coupon For Craziness                 |  |
| 37             | Lepszy mokry niż suchy                 | Better Off Wet                       |  |
|                |                                        |                                      |  |
| 38             | Gaz Krytyczny                          | Critical Gas                         |  |
| 38             | Uratujmy Świat                         | Let’s Save the World, You Jerk       |  |
| 38             | Przeciętniak Joe                       | Average Joe                          |  |
|                |                                        |                                      |  |
| 39             | Historyczne potyczki                   | Rushmore Rumble                      |  |
| 39             | Chłopiec i jego zwierzątko             | A Boy and His Bug                    |  |
| 39             | Lepiej w to uwierz!                    | You Vegetabelieve It!                |  |
|                |                                        |                                      |  |
| 40             | Ocze oczy                              | Aye Aye Eyes                         |  |
| 40             | Dee Dee i jej Pan                      | Dee Dee and the Man                  |  |
|                |                                        |                                      |  |
| 41             | Wielkie larwy                          | Big Bots                             |  |
| 41             | Gdy Obcy kontrolują twój umysł         | Gooey Aliens That Control Your Mind  |  |
| 41             | Zagubiony w przestrzeni                | Misplaced in Space                   |  |
|                |                                        |                                      |  |
| 42             | Kto chce być Bohaterem?                | Don’t Be a Hero                      |  |
| 42             | Marsjanka inna niż wszystkie           | My Favorite Martian                  |  |
| 42             | Prapłomień                             | Old Flame                            |  |
|                |                                        |                                      |  |
| 43             | Prawo własności                        | The Old Switcharooms                 |  |
| 43             | Tajemnica                              | Trick or Tree House                  |  |
| 43             | Gazetowa wojna                         | Paper Route Bout                     |  |
|                |                                        |                                      |  |
| 44             | Spokojne Odprężenie                    | Quiet Riot                           |  |
| 44             | Akcent, którego nienawidzisz           | Accent You Hate                      |  |
| 44             | Korzystaj z dnia                       | Catch of the Day                     |  |
|                |                                        |                                      |  |
| 45             | Nie przeszkadzać Tacie                 | Dad is Disturbed                     |  |
| 45             | Moda                                   | Framed                               |  |
| 45             | Moc połączonych umysłów                | That’s Using Your Head               |  |
|                |                                        |                                      |  |
| 46             | Wspaniały świat Czarnej Stopy          | Blackfoot and Slim                   |  |
| 46             | Pułapka zemsty                         | Trapped With a Vengeance             |  |
| 46             | Kłopotliwy wynalazek                   | The Parrot Trap                      |  |
|                |                                        |                                      |  |
| 47             | Zaciemnienie                           | DiM                                  |  |
| 47             | Stara Laboratoryjna Piosenka           | Just an Old Fashioned Lab Song...    |  |
| 47             | Reparanoracja                          | Repairanoid                          |  |
|                |                                        |                                      |  |
| 48             | Cudowny pas                            | Sdrawkcab                            |  |
| 48             | Continuum czaso-animacji               | The Continuum of Cartoon Fools       |  |
| 48             | Słońce, surfing i nauka                | Sun, Surf and Science                |  |
|                |                                        |                                      |  |
| 49             | Dexter i Komputer zmniejszają Mandarka | Dexter and Computress Get Mandark!   |  |
| 49             | Ból zęba                               | Pain in the Mouth                    |  |
| 49             | Dexter kontra Święty Mikołaj           | Dexter Vs. Santa Claus               |  |
|                |                                        |                                      |  |
| 50             | Rywalka Dee Dee                        | Dee Dee’s Rival                      |  |
| 50             | Nieco świrnięta                        | Pslightly Psycho                     |  |
| 50             | Gra za grę                             | Game For a Game                      |  |
|                |                                        |                                      |  |
| 51             | Libretto                               | Labretto                             |  |
| 51             | Dyno-Moc                               | Dyno-Might                           |  |
|                |                                        |                                      |  |
| 52             | Gdzie potwór mówi „dobranoc”           | Last But Not Beast                   |  |
|                |                                        |                                      |  |
| FILM           |                                        |                                      |  |
|                |                                        |                                      |  |
| F1             | Wyprawa w przyszłość                   | Ego Trip                             |  |
|                |                                        |                                      |  |
| SERIA TRZECIA  |                                        |                                      |  |
|                |                                        |                                      |  |
| 53             | Satelitarny wywabiacz plam             | Streaky Clean                        |  |
| 53             | Krótki film o Tatulku                  | A Dad Cartoon                        |  |
| 53             | Brat Noga                              | Sole Brother                         |  |
|                |                                        |                                      |  |
| 54             | Czytanie w cudzych myślach             | Mind Over Chatter                    |  |
| 54             | Krótki film o Kwaczorku                | A Quackor Cartoon                    |  |
| 54             | Mamdark                                | Momdark                              |  |
|                |                                        |                                      |  |
| 55             | Dexter na uniwersytecie                | Copping an Attitude                  |  |
| 55             | Nieudany eksperyment                   | A Failed Lab Experiment              |  |
| 55             | Dziadek wynalazca                      | The Grand-Daddy of All Inventions    |  |
|                |                                        |                                      |  |
| 56             | Odjazdowy Tata                         | Poppa Wheelie                        |  |
| 56             | Kreskówka o Mamie                      | A Mom Cartoon                        |  |
| 56             | Denna strona Księżyca                  | The Mock Side Of The Moon            |  |
|                |                                        |                                      |  |
| 57             | Pamięć niezawodna                      | If Memory Serves                     |  |
| 57             | Kreskówka Mandarka                     | A Mandark Cartoon                    |  |
| 57             | Telemania                              | Tele-Trauma                          |  |
|                |                                        |                                      |  |
| 58             | Chłopczyk o imieniu Zuzia              | A Boy Named Sue                      |  |
| 58             | Uciekające laboratorium                | Lab on the Run                       |  |
|                |                                        |                                      |  |
| 59             | Podstępny wirus                        | Dos Boot                             |  |
| 59             | Krótki film o Dee Dee                  | A Dee Dee Cartoon                    |  |
| 59             | Pół żartem, pół serio                  | Would You Like That In The Can?      |  |
|                |                                        |                                      |  |
| 60             | Magiczny Wujek                         | That Magic Moment                    |  |
| 60             | Milczący filmik                        | A Silent Cartoon                     |  |
| 60             | Przeciwieństwa się przyciągają         | Opposites Attract                    |  |
|                |                                        |                                      |  |
| 61             | Kto kogo nastraszy?                    | Scare Tactics                        |  |
| 61             | Mój Tata kontra Twój Tata              | My Dad vs. Your Dad                  |  |
|                |                                        |                                      |  |
| 62             | Komiks                                 | Comic Relief                         |  |
| 62             | Trzeci krótki film o Tacie             | A Third Dad Cartoon                  |  |
| 62             | Robo Dexo 3000                         | Robo Dexo 3000                       |  |
|                |                                        |                                      |  |
| 63             | Przez rękawiczki do serca              | Glove At First Sight                 |  |
| 63             | Kreskówka o Mamie i Tacie              | A Mom and Dad Cartoon                |  |
| 63             | Zapach Zwycięstwa                      | Smells Like Victory                  |  |
|                |                                        |                                      |  |
| 64             | Oj, Bratku!                            | Oh, Brother                          |  |
| 64             | Jeszcze jeden krótki film o Tacie      | Another Dad Cartoon                  |  |
| 64             | Egzamin                                | Bar Exam                             |  |
|                |                                        |                                      |  |
| 65             | Postawmy na Peepersa                   | Jeepers, Creepers, Where Is Peepers? |  |
| 65             | Dexterowie Naprzód                     | Go, Dexter Family, Go!               |  |
|                |                                        |                                      |  |
| SERIA CZWARTA  |                                        |                                      |  |
|                |                                        |                                      |  |
| 66             | Bu, taki fajny i mądry                 | Beau Tie                             |  |
| 66             | Pamiętasz Mnie?                        | Remember Me                          |  |
| 66             | Jak zniszczyć laboratorium?            | Over-Labbing                         |  |
|                |                                        |                                      |  |
| 67             | Niebezpieczne zabawy                   | Sis-tem Error                        |  |
| 67             | Telemaniak                             | Bad Cable Manners                    |  |
| 67             | Biblioteka Dextera                     | Dexter’s Library                     |  |
|                |                                        |                                      |  |
| 68             | Czarodziejska kula                     | The Scrying Game                     |  |
| 68             | Doktor Dexter i Dee Dee Hyde           | Monstrosi-Dee Dee                    |  |
| 68             | Tata lunatyk                           | Dad Man Walking                      |  |
|                |                                        |                                      |  |
| 69             | Mały dylemat Dextera                   | Dexter’s Little Dilemma              |  |
| 69             | Podejrzany kapelusz                    | Faux Chapeau                         |  |
| 69             | D2                                     | D2                                   |  |
|                |                                        |                                      |  |
| 70             | Morowa kapela                          | Head Band                            |  |
| 70             | Koszmar z ulicy Misia                  | Stuffed Animal House                 |  |
| 70             | Zaczarowane pióro                      | Used Ink                             |  |
|                |                                        |                                      |  |
| 71             | Chłopaki kontra słaba płeć             | School Girl Crushed                  |  |
| 71             | Turniej szachowy                       | Chess Mom                            |  |
| 71             | Tata Gosposia                          | Father Knows Least                   |  |
|                |                                        |                                      |  |
| 72             | Dexter Barbarzyńca                     | Dexter the Barbarian                 |  |
| 72             | Ziemniaczana rewolucja                 | Tuber Time                           |  |
| 72             | Nowe oczy                              | Sore Eyes                            |  |
|                |                                        |                                      |  |
| 73             | Opiekunka II                           | Babe Sitter                          |  |
| 73             | Mandark z gór                          | Mountain Mandark                     |  |
| 73             | Dwóch geniuszy razem na zawsze         | 2Geniuses 2Gether 4Ever              |  |
|                |                                        |                                      |  |
| 74             | Bóle wzrostowe                         | Height Unseen                        |  |
| 74             | Szaleństwa młodości                    | Bygone Errors                        |  |
| 74             | Zabójcze kudły                         | Folly Calls                          |  |
|                |                                        |                                      |  |
| 75             | Gdy głos w gardle więźnie              | Voice Over                           |  |
| 75             | Przychodzi Blondynka do Blondyna       | Blonde Leading The Blonde            |  |
| 75             | Plagiatorzy                            | Comic Stripper                       |  |
|                |                                        |                                      |  |
| 76             | Laboratorium Jutra                     | The Lab of Tomorrow                  |  |
| 76             | Wysypka                                | Chicken Scratch                      |  |
| 76             | Wyprzedaż                              | Garage Sale                          |  |
|                |                                        |                                      |  |
| 77             | Puchar                                 | Tee Party                            |  |
| 77             | Odjazdowy Wyścig Dextera               | Dexter’s Wacky Racers                |  |
|                |                                        |                                      |  |
| 78             | Lekcja judo                            | They Got Chops                       |  |
| 78             | Ból Natchnienia                        | Poetic Justice                       |  |
| 78             | Struś                                  | Comedy of Feathers                   |  |
|                |                                        |                                      |  |

## Przyjaciele Sprawiedliwości
W wersji opracowanej przez STUDIO SONICA są nazwani Prawymi przyjaciółmi. Jest to serial wewnątrz tego serialu. Trzy postaci, które są parodią idei superbohaterów. Wspólnie wynajmują zwyczajne mieszkanie w drugorzędnej dzielnicy dużego miasta. Przygody bardzo często są niezależne od przygód Dextera. W jego świecie są prawdziwymi superbohaterami oraz gwiazdami telewizji. W niewielkiej liczbie odcinków Dexter spotyka się z Majorem Glory. Kanonicznym wrogiem Glory jest Towarzysz Czerwony (ang. Comrade Red). Nosi czerwony mundur ze złotym sierpem i młotem, futrzaną czapkę z czerwoną gwiazdą i futrzaną pelerynę. Ich pojedynki parodiują zimną wojnę.
- Major Glory – polscy tłumacze nadali tej postaci różne imiona: Chluba Narodu i Wielka Chwała. Wystąpił też w odcinku piątym sezonu czwartego Atomówek pod oryginalnym imieniem. Jest parodią Kapitana Ameryki, ale z mocami Supermana i kostiumem wierniej kopiującym amerykańską flagę niż kostium Kapitana. Zabiega głównie o względy dziennikarzy. W wersji opracowanej przez STUDIO SONICA jest nazwany Majorem Chwałą.
- Val Halen – wiking – heavymetalowiec. Parodia Thora. Jego imię jest kombinacją słów Valhalla i Van Halen. Potrafi latać na swojej gitarze, która jest również bronią. Oddzielony od niej staje się zwykłym człowiekiem.
- Niezniszczalny Krunk – w wersji opracowanej przez STUDIO SONICA jest nazwany Niezwyciężonym Krunkiem – parodia Hulka. Fioletowy kulturysta, dosyć infantylny.

## Dodatkowe informacje
- W odcinku „U Chubby'ego w pizzerii”, postacie grające na scenie to bohaterowie seriali Pomocy! To banda Kudłacza, Squiddly Diddly, Miś Yogi.
- W odcinku „Nie przeszkadzać tacie” występują karykatury Betty i Barneya Rubble’ów, bohaterów kreskówki Flintstonowie.
- W odcinku „Opowiadanie”, Dexter wyjmuje z półki Scooby Chrupki.
- W jednym z odcinków, kiedy Dexter wygrzebuje bezdomnego spośród maskotek Dee Dee, jedna z maskotek jest podobna do Bajki z Atomówek.
- Odcinek „Mama i Jerry” jest nawiązaniem do Toma i Jerry’ego.
- Odcinek „Odjazdowy wyścig Dextera” jest parodią serialu Odlotowe wyścigi.
- W odcinku 33. pojawia się Oddział Dziewczynek. Ich logo to po prostu logo Aniołków Charliego po niewielkich przeróbkach.

## Odcinki w komiksach
SERIA PIERWSZA (Komiks Cartoon Network)
1. Tajemnicza mikstura
2. Historia pewnego komiksu
3. M jak Małpa
4. Uratujmy świat (na podstawie odcinka: „Uratujmy świat”)
5. Pogromca bestii
6. 911
7. RoboDexter

SERIA DRUGA (Cartoon Network Magazyn)
1. Pan do-rany przyłóż
2. Król tańca
3. Brak dostępu
4. Amazing Race (wersja oryginalna)
5. Czkaw-ka
6. Wąż z ogródka, nos robótka
7. Nowe szaty Dextera
8. Tuut-Tuut-Tuut!
9. Niezły kanał
10. Na łonie natury
11. Drewniak w kosmosie
12. Mózg, czy muskuł?
13. Monkeying with Octopi (wersja oryginalna)
14. Sól i pieprz
15. Pisanka czy pic?
16. O mały włos
17. Remote Remote (wersja oryginalna)
18. Plażowy potwór
19. Wyścig z czasem
20. Dexter kontra Mandark
21. Śnieżny klon
22. Akcja aukcja
23. Duch w butelce
24. Złoty Al
25. Dexter walczy z matmą
26. Cicha terapia
27. Szalone porządki
28. Goście z kosmosu
29. Zielono Ci?
30. Koperta
31. Billy Mózgowiec to naukowiec